# N-schelet

Acest graf al unui hipercub este 1-scheletul tesseractului

În matematică, în special în topologia algebrică, n-scheletul unui spațiu topologic  X prezentat ca un complex simplicial (respectiv CW complex⁠(d)) se referă la un subspațiu Xn care este reuniunea simplexurilor lui X (respectiv celulele lui X) de dimensiuni m ≤ n. Cu alte cuvinte, având în vedere o definiție recursivă a unui complex, n-scheletul se obține prin oprirea la al n-lea pas.
Aceste subspații cresc cu n. 0-scheletul este un spațiu discret⁠(d), iar 1-scheletul este un graf topologic⁠(d). Scheletele unui spațiu sunt folosite în teoria obstrucției, pentru a construi secvențe spectrale⁠(d) prin filtrări⁠(d) și, în general, pentru a furniza argumente inductive. Ele sunt deosebit de importante atunci când X are dimensiune infinită, în sensul că Xn nu devin constant n → ∞.

## În geometrie
În geometrie, un k-schelet de n-politop P (reprezentat funcțional ca scheletk(P)) constă din toate elementele i-politopului de dimensiune până la k.
De exemplu:
schelet0(cub) = 8 vârfuri
schelet1(cub) = 8 vârfuri, 12 laturi
schelet2(cub) = 8 vârfuri, 12 laturi, 6 fețe pătrate

## Pentru mulțimi simpliciale
Definiția de mai sus a scheletului unui complex simplicial este un caz particular al noțiunii de schelet al unei mulțimi simpliciale⁠(d). Pe scurt, o mulțime simplicială {\displaystyle K_{*}} poate fi descrisă printr-o colecție de mulțimi {\displaystyle K_{i},\ i\geq 0}, împreună cu aplicații de fețe și degenerescență între ele care satisfac un număr de ecuații. Ideea n-scheletului {\displaystyle sk_{n}(K_{*})} este de a elimina mai întâi mulțimile {\displaystyle K_{i}} cu {\displaystyle i>n} și apoi pentru a completa colecția {\displaystyle K_{i}} cu {\displaystyle i\leq n} până la „cea mai mică” mulțime simplicială posibilă care să nu conțină simplexuri nedegenerate de grad {\displaystyle i>n}.